# Enciklopedija islamika

Enciklopedija islamika (engl. Encyclopaedia Islamica; pers.  [] — dosl. Velika enciklopedija islama) jeste sveobuhvatna enciklopedija o islamu, istoriji islama i muslimanskom svijetu, nastala kao Brilov prevod originalne iranske verzije na persijskom jeziku koja je od 1980-ih u fazi izrade. Iranski projekt započet je 1983. i dijelom je bio motivisan marginalizacijom šiitskih i iranskih tema u 12-tomskoj publikaciji Enciklopedija islama, zapadnjačkom kapitalnom djelu o islamskom svijetu. Sastavljanje enciklopedije na persijskom predvodi Centar za iranske i islamske studije iz Teherana na čelu sa istoričarom i teologom M. K. Musavijem-Bodžnurdijem. Prvi od 35—40 planiranih tomova izdat je 1988. godine, a posljednji tj. 23. u martu 2018. godine. Na projektu je još kasnih 1980-ih sudjelovalo oko 150 eminentnih iranskih stručnjaka specijalizovanih u različitim naučnim disciplinama. Iransko izdanje naišlo je na pozitivne recenzije zapadnjačkih stručnjaka godinama prije pripreme engleskog prevoda. Primjerice, britanski istoričar Č. Melvil sa Univerziteta Kembridž opisao je persijski prvi tom izvrsnim u više aspekata, a drugi tom je pozitivno ocijenio na temelju široke pokrivenosti tema i velikog broja akademski afirmisanih autora. Prema njegovoj procjeni, iransko djelo još tada je bilo na putu da građom premaši Enciklopediju islama. Određeni tomovi iranskog izdanja prevedeni su s persijskog na arapski jezik, a izdavanje prevoda na engleski započelo je 2008. kada je štampan prvi od 16 planiranih tomova pod uredništvom njemačko-američkog orijentaliste V. F. Madelunga i iransko-britanskog istoričara F. Daftarija. Na projektu prevoda sudjeluju deseci zapadnih i iranskih stručnjaka. Drugi tom dovršen je i publikovan u novembru 2009, a posljednji (šesti) u junu 2018. godine. Dovršetak originalne iranske serije i njenog prevoda na engleski planiran je za 2020-e.

## Izdanja

### Persijsko izdanje
- M. K. Musavi-Bodžnurdi i ostali (ur.), Dāʼirat al-Maʻārif-e Bozorg-e Islāmī [Velika enciklopedija islama], 23 toma (od 35—40 planiranih), Teheran: Markazi-e Daʼirat al-Maʻarif-e Bozorg-e Islami [Centar za Veliku enciklopediju islama], 1367. AP (1988) — u izradi,  9789647025041
  - Tom 1. آب – آل داوود [], 714 stranica, 1367. AP (1988),  9789647025218
  - Tom 2. آل رشید – ابن ارزق [], 738 stranica, 1368. AP (1989),  9789647025225
  - Tom 3. ابن ارزق – ابن سیروین [], 743 stranice, 1369. AP (1990),  9789647025232
  - Tom 4. ابن سینا – ابن مسیر [], 721 stranica, 1370. AP (1991),  9789647025393
  - Tom 5. ابن میمون – ابوالعز قلانسی [], 744 stranica, 1372. AP (1993),  9789647025409
  - Tom 6. ابوعّزه – احمد بن عبدالملک [], 751 stranica, 1373. AP (1994)
  - Tom 7. احمدبن علویّه – اربک خان [], 751 stranica, 1375. AP (1996)
  - Tom 8. ازبکستان – اشبیلیه [], 762 stranice, 1377. AP (1998),  9789647025416
  - Tom 9. اشتب – البیره [], 762 stranice, 1379. AP (2000),  9789647025423
  - Tom 10. البیری – بابا طاهر [], 764 stranice, 1380. AP (2001),  9789647025058
  - Tom 11. بابا فرج تبریزی – برماوی [], 766 stranica, 1381. AP (2002),  9789647025072
  - Tom 12. برمکیان – بوسنوی [], 756 stranica, 1383. AP (2004),  9789647025249
  - Tom 13. بوسنه سرای – پوریای ولی [], 754 stranice, 1383. AP (2004),  9789647025256
  - Tom 14. پوشاک – تُرَبه [], 760 stranica, 1385. AP (2006),  9789647025546
  - Tom 15. تربیت – تفسیر نعمانی [], 760 stranica, 1385. AP (2006),  9789647025621
  - Tom 16. تفلیس – ثابت بن قرّه [], 760 stranica, 1387. AP (2008),  9789647025669
  - Tom 17. ثابت بن محمد جرجانی – جزء [], 780 stranica, 1388. AP (2009),  9789647025690
  - Tom 18. جُزء لایَتَجزّی – جوینی [], 777 stranica, 1389. AP (2010),  9789647025744
  - Tom 19. جوینی، ابوالمظفر – حافظ [], 775 stranica, 1390. AP (2011),  9786006326047
  - Tom 20. حافظ ابراهیم – امام حسین [], 722 stranice, 1392. AP (2013),  9786006326160
  - Tom 21. حسین،طه – خانقاه [], 742 stranice, 1392. AP (2014),  9786006326191
  - Tom 22. خانواده – خندق [], 774 stranice, 1394. AP (2016),  9786006326696
  - Tom 23. خنساء – دلالت [], 760 stranica, 1396. AP (2018),  9786006326900

### Englesko izdanje
- V. F. Madelung i F. Daftari (ur.), Encyclopaedia Islamica, 6 tomova (od 16 planiranih), Lajden: E. J. Bril, 2008. — u izradi
  - Tom 1. A – Abū Ḥanīfa, 848 stranica, 2008,  9789004168602
  - Tom 2. Abū al-Ḥārith – Abyānah, 788 stranica, 2009,  9789004178595
  - Tom 3. Adab – al-Bāb al-Ḥādī ʿashar, 1004 stranice, 2011,  9789004191655
  - Tom 4. Bābā Afḍal – Bīrjandī, 774 stranice, 2013,  9789004246911
  - Tom 5. al-Bīrūnī – Daḥw al-Arḍ, 870 stranica, 2015,  9789004307896
  - Tom 6. Dāʿī Shīrāzī – Fāṭimids, 884 stranice, 2018,  9789004359987

## Spoljašnje veze
- , mrežno izdanje
- na stranicama E. J. Brila
- Centar za Veliku enciklopediju islama (CGIE)
- na stranicama
- na Tebijanu